# Cadillac Allanté

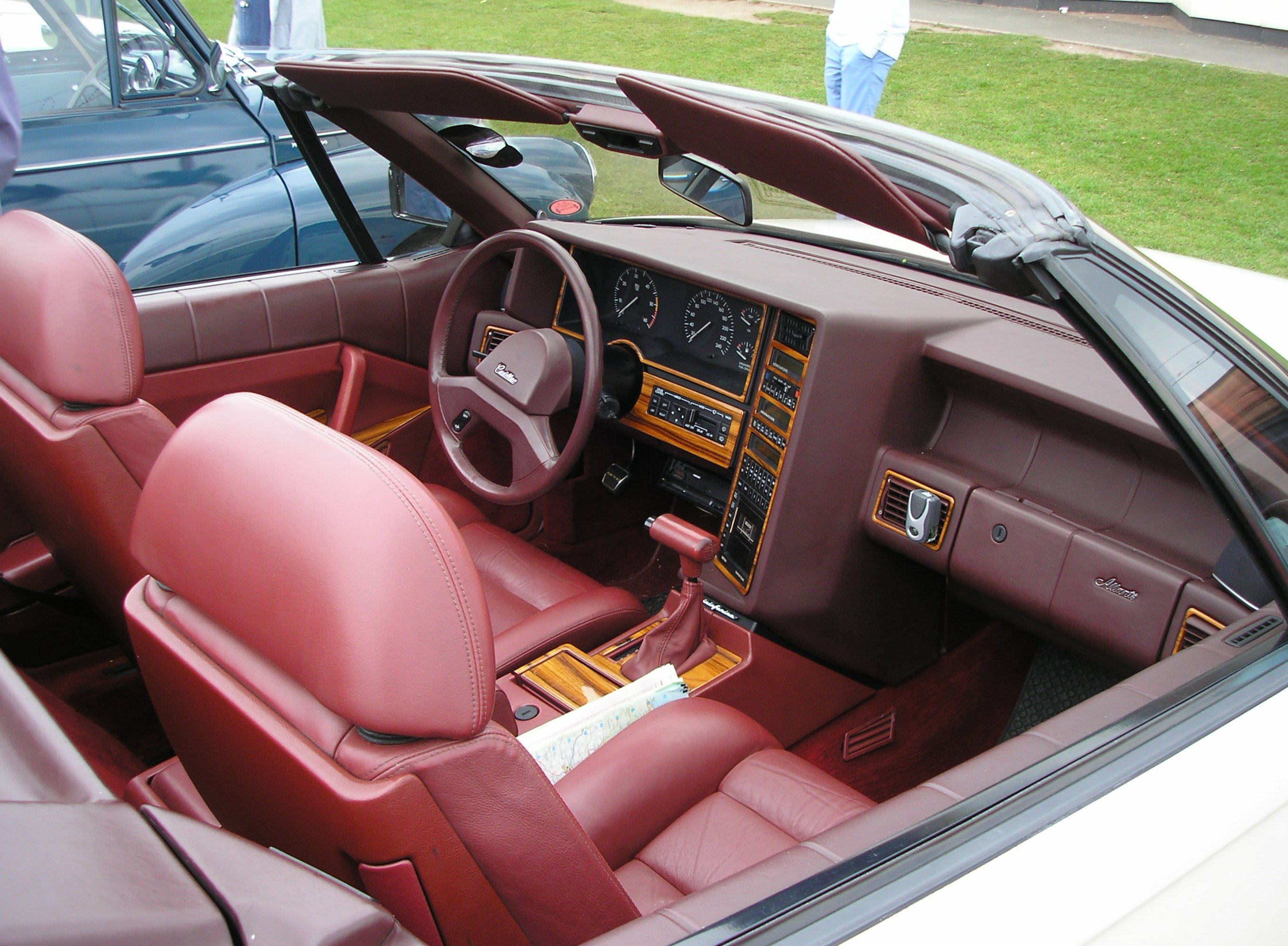
Интерьер

Cadillac Allanté — родстер, который выпускался подразделением Cadillac компании General Motors с 1986 по 1993 год. Его кузов разработан в Италии производителем кузовов Pininfarina. Производить его было дорого, поскольку все кузова поставлялись в Детройт для окончательной сборки. За семь лет было выпущено более 21000 экземпляров.

## История

### 1987

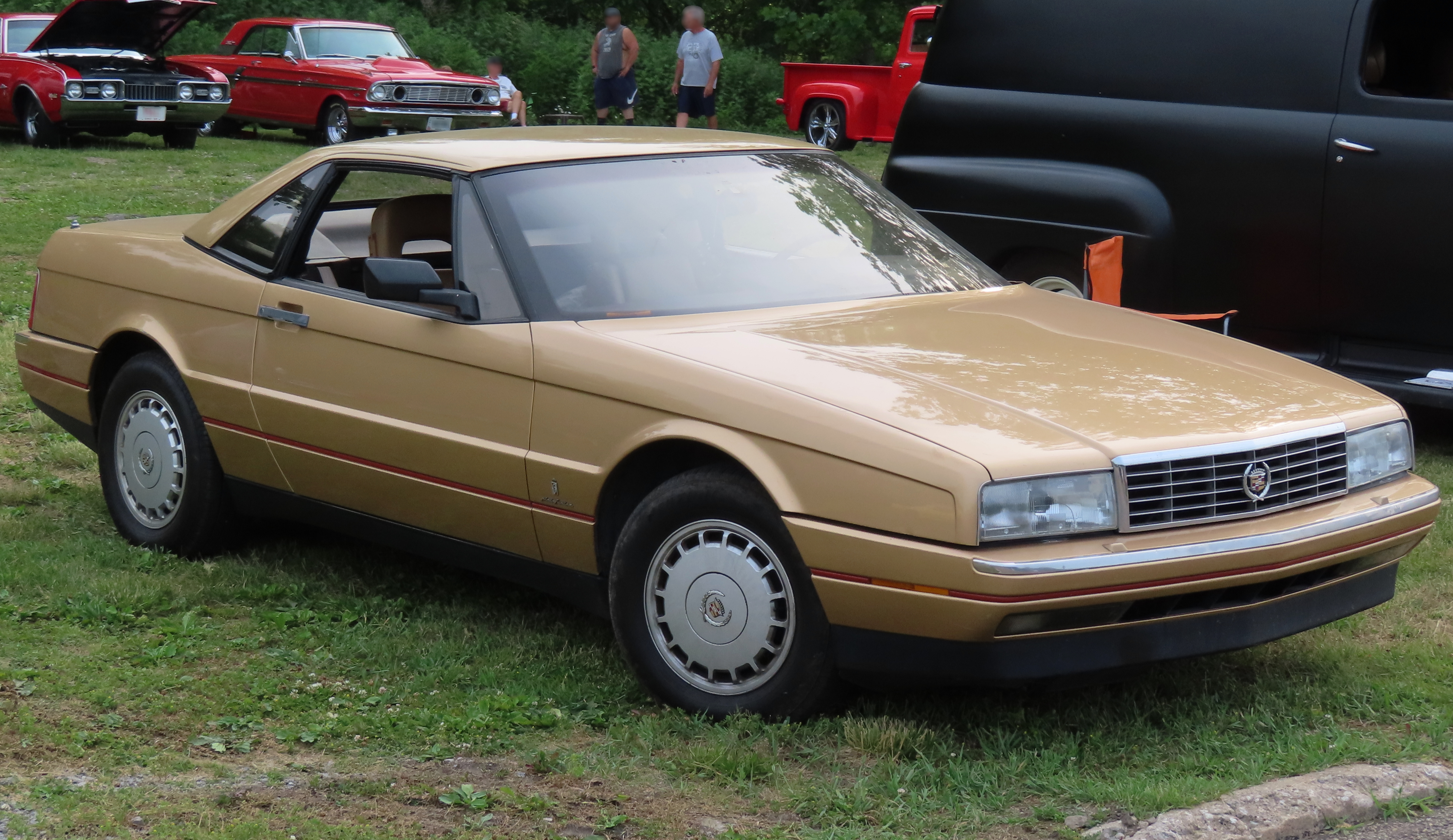
1987 Allanté

Переднеприводной родстер Allanté оснащался 4,1-литровым алюминиевым двигателем HT-Cadillac 4100 V8 с впрыском топлива, роликовыми подъёмниками клапанов, головками блока цилиндров с высоким расходом и настроенным впускным коллектором. Передняя и задняя подвески многорычажные независимые, с дисковыми тормозами Bosch ABS III на всех четырёх колёсах. Также автомобиль имел съёмную алюминиевую крышу, акустическую систему Delco-GM/Bose Symphony (опция в других автомобилях Cadillac за 905 долларов) и сложный модуль отключения света, который заменял перегоревшую лампочку в системе внешнего освещения соседней лампой до тех пор, пока не удалось заменить неисправную. На запирающейся центральной консоли был расположен сотовый телефон. Базовая цена составляла 54700 долларов.

### 1988
В стандартную комплектацию Allanté были добавлены пересмотренные подголовники передних сидений и выдвижная крышка багажника с электроприводом. Аналоговые приборы вместо стандартной цифровой панели приборов теперь были доступны бесплатно. Базовая цена была повышена до 56 533 долларов, при этом сотовый телефон по-прежнему оставался единственной дополнительной опцией. В сравнительном тестировании, проведённом журналом Popular Science, модель 1988 года выпуска Allanté уступила Mercedes 560 SL, но опередила совершенно новый Buick Reatta.

### 1989

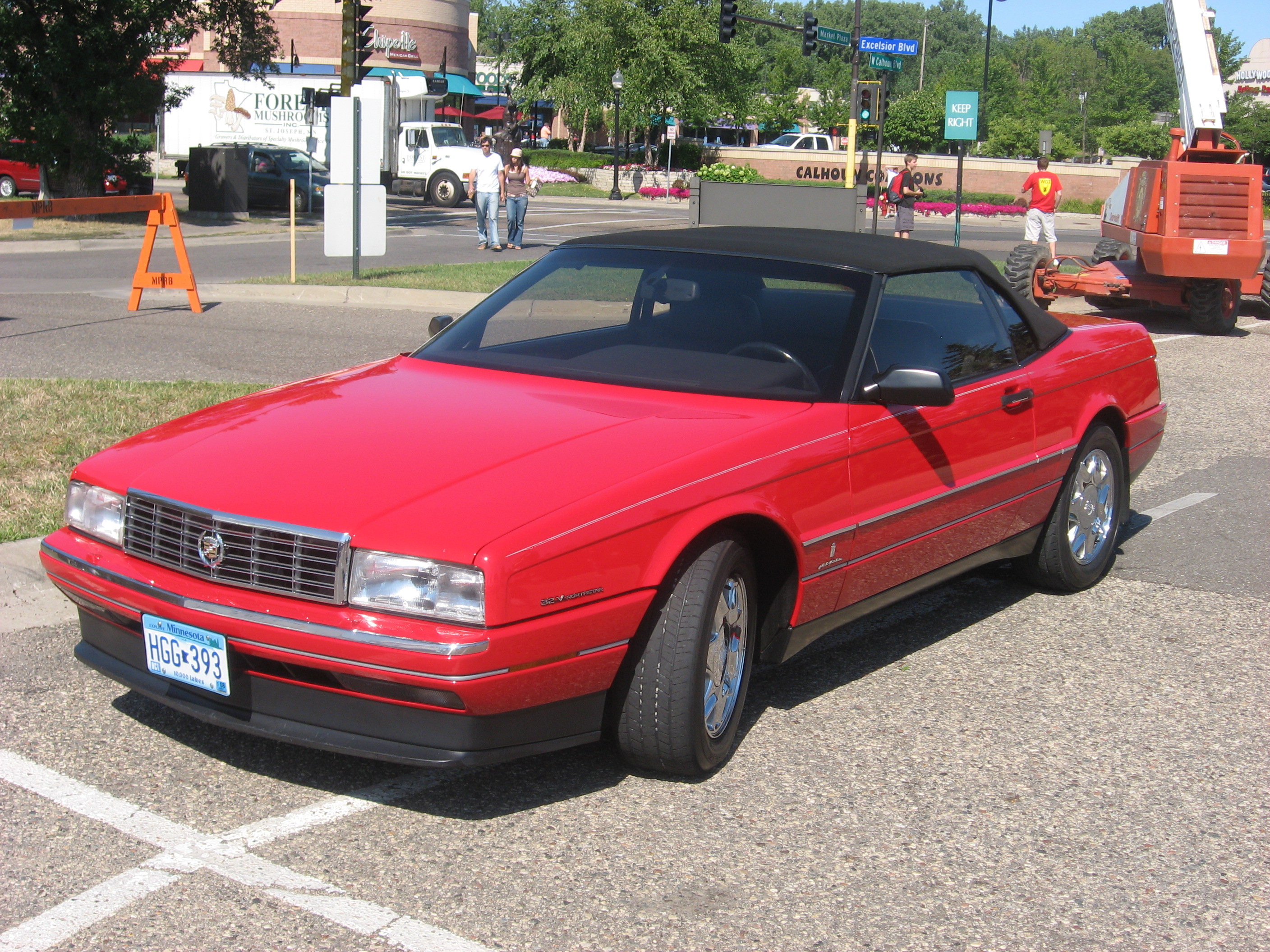
Cadillac Allanté

Базовая цена выросла до 57183 долларов. 4,5-литровый двигатель V8 выдавал мощность 149 кВт (200 л. с.) и крутящий момент 366 Н⋅м. Отпирание багажника также открывало боковые двери, если дважды повернуть ключ — эта опция позаимствована у Mercedes-Benz и BMW. В целях предотвращения краж была добавлена персональная автомобильная система безопасности GM Pass Key, использующая резисторный элемент в ключе зажигания. Также была внедрена амортизационная система, чувствительная к скорости, под названием Speed Dependent Damping Control (сокращённо SD2C). Эта система укрепляла подвеску на скорости от 40 до 97 км/ч. Начиная с остановки до 8 км/ч, использовалась самая жёсткая настройка. Следующим изменением стала система рулевого управления с регулируемой передачей.

### 1990
Allanté стал оснащаться матерчатой алюминиевой крышей. Изначально цена кабриолета составляла 53050 долларов, а хардтопа — 58638 долларов. К середине 1990 года цены были снижены до 57813 долларов за хардтоп и 51500 долларов за кабриолет, включая налог на расход бензина в размере 650 долларов и сбор за отправку в пункт назначения в размере 550 долларов. Полностью интегрированный сотовый телефон, которым с завода оснащалось всего 36 автомобилей, был доступен дополнительно за 1195 долларов. Гарантия составляла 7 лет или 160000 км пробега, причём дополнительно увеличивалась на 80000 км. Стандартные опции — омыватели фар и двойные 10-позиционные сиденья RECARO. Рулевое колесо обтянуто кожей, а со стороны водителя была добавлена подушка безопасности, что позволило отказаться от телескопического рулевого колеса, которое сохранило функцию наклона. Аналоговая комбинация приборов, представленная годом ранее, была стандартной для кабриолета, и аналоговой панелью были оснащены 358 автомобилей.
Регулятор зеркала с усилителем мощности переместился справа от рулевой колонки на приборной панели в новое место на верхнем торце подлокотника водительской двери. Переключатели сидений с электроприводом (ранее установленные на лицевой стороне основания сиденья) были перенесены на нижнюю боковую отделку основания сиденья, обращённую к дверным панелям. 3-канальный механизм открывания гаражных ворот, установленный на верхней панели над лобовым стеклом, был устранён, когда был представлен новый дизайн солнцезащитного козырька. Также был добавлен контроль тяги для подачи топлива в четыре цилиндра, снижения мощности и оптимизации тяги. Cadillac Allanté стал первым переднеприводным автомобилем с двигателем V8, оснащённым контролем тяги.
Амортизаторы с электронным управлением были перенастроены, чтобы оставаться в «мягком» режиме до 64 км/ч, по сравнению с 40 км/ч. Пересмотренная аудиосистема позволила добавить компакт-диск и кассетный проигрыватель в качестве стандартного оборудования. Из 2523 автомобилей, построенных в 1990 году, только пять было экспортировано — четыре в Канаду и один в Германию.

### 1991

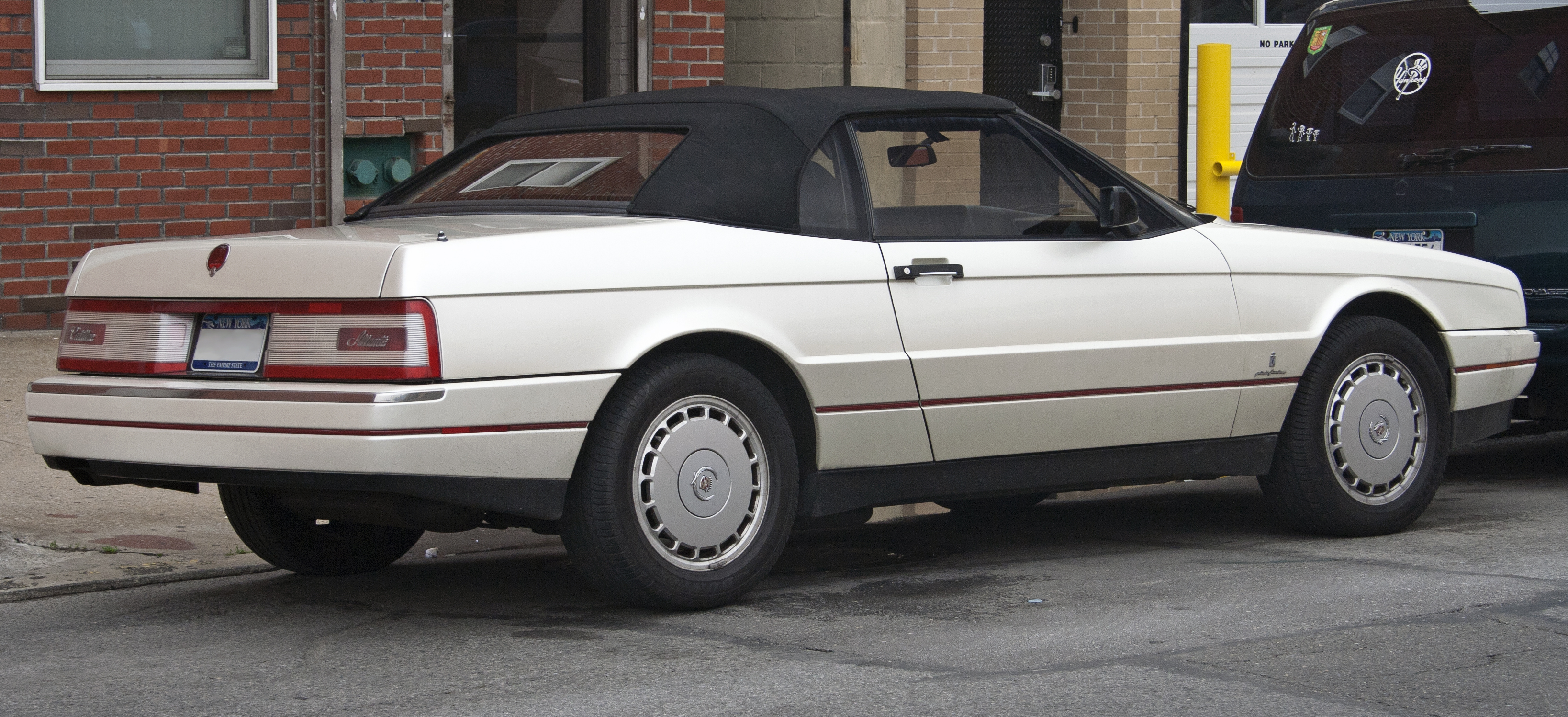
1991 Cadillac Allanté

В 1991 году был добавлен механизм блокировки привода для откидного верха, а с учётом жалоб клиентов был переработан механизм верхней крышки багажника. Стереосистема Bose была модернизирована до 200 Вт, а цифровая комбинация приборов, которая в этом году использовалась во всех моделях Allanté, кроме 275, была пересмотрена в цене (теперь она составляла 495 долларов за модель с откидным верхом). Цены начинались с 57260 долларов, хотя падение цен в середине года привело к снижению цен на кабриолет Allanté до 55900 долларов, а на хардтоп/кабриолет — до 61450 долларов. Объём багажника составлял 16,3 кубических фута (при использовании сквозного отсека в салоне). Из 1928 моделей, выпущенных в 1991 году, только семь из них было выпущено на экспорт — пять в Канаду, одна в Италию и ещё одна в Пуэрто-Рико. Стандартное оборудование — комбинация приборов на километраже, дневные ходовые огни и отопитель блока зеркалов. В Италии автомобиль имел съёмные боковые зеркала, специальные европейские фары и указатели поворота, передний буксирный крюк, задние противотуманные фары, удаление центрального стоп-сигнала, установленного на крышке багажника, систему омывателя лобового стекла с мокрым рычагом, охладители жидкостей для гидроусилителя руля и автоматической коробки передач, а также пересмотренную рулевую колонку, компенсирующую демонтаж подушки безопасности водителя.

### 1992
К 1992 году цены на Allanté стали варьироваться от 58470 (кабриолет) до 64090 долларов (хардтоп). Обе цены включали в себя обязательный налог на потребление бензина, составляющий 1300 долларов. В середине 1992 года цены были снижены до 57170 долларов за кабриолет и 62790 долларов за хардтоп. Дополнительная цифровая панель была оценена в 495 долларов (бесплатно панель устанавливалась на хардтопы). Лишь 187 автомобилей было оснащено стандартной аналоговой панелью. По цене 700 долларов автомобиль окрашивался в жемчужно-белый цвет (опция YL3). Всего за 1992 год было выпущено 443 автомобиля. В то же время 1992 стал последним годом использования сидений RECARO. Из 1698 моделей, выпущенных в 1992 году, только четыре из них было выпущено на экспорт в Канаду. Как и в 1991 году, самым популярным экстерьером считался 47U — Euro Red (549 экземпляров), а наименее популярным считался 49U — светло-голубой металлик (15 экземпляров). Всего было три оттенка кожи интерьера: древесный уголь (859), натуральный беж (652), бордовый (187), поло-зелёный (50) и один жемчужно-льняной (O4U).

### 1993

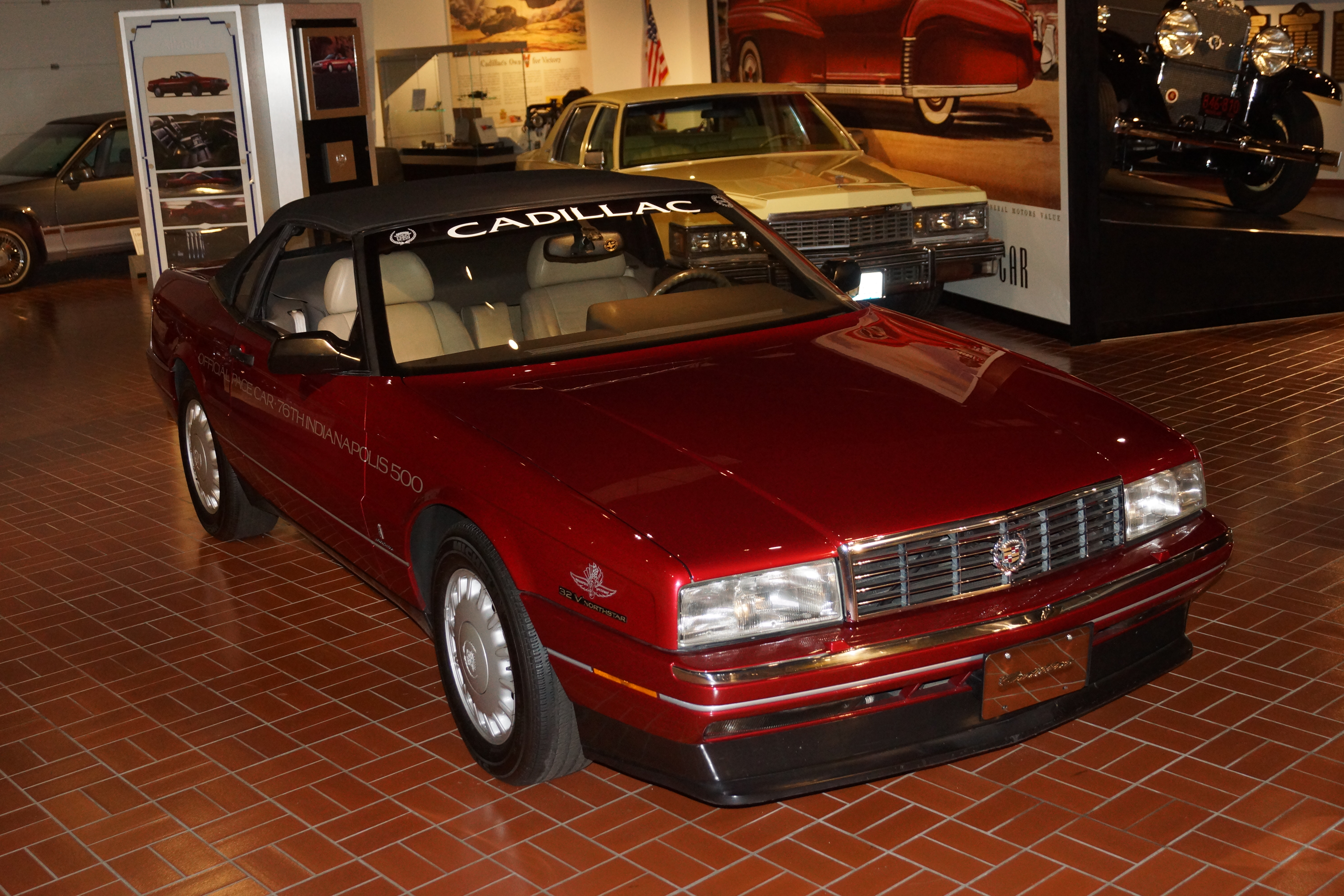
Indianapolis 500 Festival/Pace car

В 1993 году Allanté продавался в кузове кабриолет по цене 59975 долларов. Автомобиль включал в себя алюминиевую жёсткую крышу массой 27,4 кг, цифровую комбинацию приборов с жидкокристаллическим дисплеем (495 долларов США) вместо стандартных аналоговых приборов, вариант окраски pearl coat (700 долларов США, в цвете Flax или Canyon Yellow, с добавлением Hawaiian Orchid в середине года) и хромированные литые алюминиевые диски.
Автомобили Cadillac Allanté стали оснащаться 4,6-литровым двигателем Northstar DOHC V8 мощностью 220 кВт (295 л. с.) при 5600 об/мин и крутящим моментом 393 Н⋅м при 4400 об/мин. Также был представлен новый рычаг управления задней подвеской неодинаковой длины, который также применялся в Seville и Eldorado. Чтобы компенсировать возросшие расходы, от 200-ваттной стереосистемы Bose отказались в пользу «симфонической звуковой системы премиум-класса» от GM Delco; интеллектуальный модуль освещения был устранён; а модели 1993 года были оснащены менее дорогими восьмиступенчатыми сиденьями с двойным электроприводом, разработанными Lear и заменившими предыдущие сиденья Recaro. Изменения в интерьере включали добавление зеркала заднего вида с автоматическим затемнением и пересмотренную рукоятку рычага переключения передач. Другие изменения модельного года включали подвеску, чувствительную к дороге, систему активного управления амортизаторами, пересмотренные дисковые тормоза, изменённую рейку с усилителем рулевого управления с регулируемой подачей, более глубокий передний спойлер и цельные боковые стекла, в результате чего было устранено неподвижное переднее вентиляционное окно.
Allanté 1993 года выпуска был пейс-каром для гонки 76th Indianapolis 500. Автомобилем управлял Бобби Ансер. Три модифицированных автомобиля Allanté Pace 1993 года выпуска имели только ремни безопасности, светящуюся перекладину и воздухозаборник, модифицированные по сравнению со серийными автомобилями Allanté. Для гонки было представлено три пейс-кара Allanté, а также 30 серийных Allanté 1993 года выпуска, используемых в качестве фестивальных/пейс-каров, и 58 серийных фестивальных/пейс-каров Allanté 1992 года выпуска, которые использовались гонщиками и экипажами на параде открытия и закрытия гонки. Альбом Эла Ансера-младшего 1993 Allanté Festival/Pace car был представлен на выставках 2012 и 2013 годов Keel's & Wheel's Concours D'Elegance в Сибруке, штат Техас. Бобби Ансер был великим маршалом в 2012 году, а Эл Ансер-младший был великим маршалом в 2013 году.
За 1993 год было выпущено 4670 единиц Cadillac Allanté. 115 из них было выпущено на экспорт во Францию (1), Австрию (2), Бельгию (5), Германию (5), Швейцарию (6), Японию (11) и Канаду (85).
Несмотря на запланированный рестайлинг модели, последний Allanté был разработан 2 июля 1993 года в Турине, а через 14 дней он был доработан в Детройте-Хамтрамке. Всего было выпущено 21430 единиц, в среднем на протяжении всего срока службы автомобиля собиралось чуть более 3000 единиц в год. Официально производство завершилось 16 июля 1993 года.

## Особенности
| Годы производства | Двигатель              | Трансмиссия           | Мощность            | Крутящий момент | 0—60 миль/ч (97 км/ч) (сек.) | 0—100 миль/ч (161 км/ч) (сек.) | Прохождение 1/4 мили (0—400 м) (сек.) | Максимальная скорость       | Торможение от 70 миль/ч (113 км/ч) |
| ----------------- | ---------------------- | --------------------- | ------------------- | --------------- | ---------------------------- | ------------------------------ | ------------------------------------- | --------------------------- | ---------------------------------- |
| 1987—1988         | 4,1 л HT-4100 V8       | 4-скор. АКПП (F-7)    | 170 л. с. (125 кВт) | 319 Н⋅м         | 9.3                          |                                | 17.4                                  |                             |                                    |
| 1989—1992         | 4,5 л HT-4500 V8       | 4-скор. АКПП (F-7)    | 200 л. с. (147 кВт) | 366 Н⋅м         | 7.9                          | 26.3                           | 16.3 при 83 мили/ч (133,57555 км/ч)   | 122 мили/ч (196,33997 км/ч) | 183 фута (56 м)                    |
| 1993              | 4,6 л Northstar L37 V8 | 4-скор. АКПП (4T80-E) | 295 л. с. (217 кВт) | 393 Н⋅м         | 6.4                          | 17.7                           | 15.0 при 93 мили/ч (150 км/ч)         | 140 миль/ч (225 км/ч)       | 189 футов (58 м)                   |

## Производственные показатели
| Год   | Произведено |
| ----- | ----------- |
| 1987  | 3,363       |
| 1988  | 2,569       |
| 1989  | 3,296       |
| 1990  | 3,101       |
| 1991  | 2,500       |
| 1992  | 1,931       |
| 1993  | 4,670       |
| Всего | 21,430      |

Производственные отчёты Pininfarina утверждают, что с 1986 по 1993 год было выпущено 21395 автомобилей.